# Parmatus
Le parmatus (pluriel : parmati) est un gladiateur équipé d'une parma, c'est-à-dire un petit bouclier. Il est généralement opposé à un scutatus, gladiateur équipé d'un grand bouclier, le scutum. Cette opposition indique à quel point le type de bouclier est important dans un combat. Comme leur petit bouclier ne les couvre que très imparfaitement, les parmati doivent adopter une posture ramassée et fléchie, tandis que la position des scutati, bien à l'abri de leur grand bouclier (scutum) est verticale. Le parmatus se sert volontiers de son bouclier comme une arme offensive, pour percuter son adversaire.
Chaque catégorie avait ses partisans appelés respectivement parmularii et scutarii. Ce clivage, qui s'installe progressivement au Ier siècle, se retrouve également chez les empereurs, qui sont alternativement pour l'une ou l'autre faction, sans que l'on sache pourquoi. Caligula était parmularius. Par contre, Néron était scutarius. Dans ses Pensées, l'empereur-philosophe Marc-Aurèle se dit cependant redevable à son «gouverneur» de ne jamais avoir appartenu à une de ces deux factions.

## Célébrités
- Spartacus